# Красотыновка
Красоты́новка — деревня Дубовецкого сельского поселения Долгоруковского района Липецкой области.

## География
Деревня Красотыновка находится в западной части Долгоруковского района, в 11 км к западу от села Долгоруково. Располагается на берегах реки Ольшанец, при впадении в неё небольшого ручья. На юге большая запруда.

## История
Красотыновка основана не позднее 2-й половины XIX века. В «Списках населённых мест» Орловской губернии 1866 года упоминается как «сельцо владельческое Красотывка (Бокеева) при колодцах, 34 двора, 413 жителей».
Второе название от фамилии владельца здешних земель помещика Бокеева (или Бакеева).
По переписи населения 1926 года в Красотыновке значится 110 дворов, 600 жителей. В 1932 году — 717 жителей.
В годы Великой Отечественной войны Красотыновка была захвачена гитлеровцами. 
2 декабря 1941 года подразделения 134-й дивизии вермахта, продолжая натиск на Долгоруково, захватили ряд населенных пунктов западнее и севернее райцентра — Вязовое, Красотыновку, Стегаловку, Грибоедово, тем самым отбросив правый фланг 6-й дивизии Красной армии к Красной и посёлку Тимирязевский.
В ходе Елецкой наступательной операции 10 декабря 1941 года освобождена бойцами 331-го полка.
С 1928 года в составе Долгоруковского района Елецкого округа Центрально-Чернозёмной области. После разделения ЦЧО в 1934 году Долгоруковский район вошёл в состав Воронежской, в 1935 — Курской, а в 1939 году — Орловской области. С 6 января 1954 года в составе Долгоруковского района Липецкой области.

## Население
| 2010 |
| ---- |
| 236  |

## Транспорт
Через Красотыновку проходит шоссе, связывающее райцентр Долгоруково с деревней Весёлая.
Грунтовыми дорогами связана с хутором Бакеевский и деревней Ольшанка.